# Uranlagerstätte
Uranlagerstätten sind natürliche Anreicherungen von Uran, aus denen sich das Element wirtschaftlich gewinnen lässt.

## Grundlagen

### Geochemie des Urans
Uran ist ein sogenanntes lithophiles Element, das heißt, es reichert sich bevorzugt in silikatreichen Schmelzen an. Hervorgerufen wird dies zum einen durch den relativ großen Ionendurchmesser und zum anderen durch die hohen Oxidationsstufen, mit denen Uran in der Natur vorkommt, nämlich vier- und sechswertig. So ist Uran weder im metallischen Erdkern, noch im Erdmantel angereichert, sondern akkumuliert sich in Magmen in den späten Differenziaten. Deshalb haben saure Magmatite als die am weitesten differenzierten Gesteine die höchsten Urangehalte auf der Erde. Der durchschnittliche Urangehalt der kontinentalen Erdkruste beträgt 2 bis 4 ppm.
Neben dem lithophilen Charakter des Urans spielt für die Bildung von Uranlagerstätten die unterschiedliche Mobilität der beiden natürlichen Oxidationsstufen des Urans eine überragende Bedeutung: Während Uran (IV) in wässrigen Lösungen praktisch unlöslich ist, bildet Uran (VI) mehr als 40 in wässrigen Lösungen stabile Uranylkomplexe und ist sehr mobil. Praktisch bedeutet dies, dass Uran unter reduzierenden Bedingungen immobil und unter oxidierenden Bedingungen sehr mobil ist. Der wichtigste Komplex, welchen Uran bildet, ist UO2[CO3]34−. Kommen diese Komplexe unter reduzierende Bedingungen, brechen sie zusammen und Uranminerale fällen aus. Folgende Reaktionen sind Beispiele für die Bildung von Uranmineralen aus hydrothermalen Lösungen:
{\displaystyle {\ce {2 Ca^2+ + UO2[CO3]3^4- + 2 Fe^2+ + HCO3^- -> UO2 (v) + Fe2O3 (v) + CaCO3 (v) + 5 CO2 (^) + 2 H2O}}} 
{\displaystyle {\ce {UO2[CO3]3^4- + 8 H+ + C -> UO2 (v) + 7 CO2 (^) + 4 H2O}}} 
Die Anwesenheit von reduzierendem Material spielt, wie gezeigt, für die Fällung von Uranmineralen eine wichtige Rolle. Wie in der Beispielgleichung kann dies reduziertes Eisen sein (z. B. in Magnetit), reduzierter Schwefel (z. B. in Sulfiden) oder reduzierter (organischer) Kohlenstoff in festem fossilem Pflanzenmaterial, aber auch Erdöl und Erdgas. Organischer Kohlenstoff spielt bei der Bildung von vielen Uranlagerstätten eine wichtige Rolle. Ebenso kann ein Mischen von oxidierend uranführenden Fluiden mit reduzierenden Fluiden zum Ausfällen von Uran führen (sogenanntes „Fluid mixing“).
Daher kann für viele Uranlagerstätten (aber nicht für alle) folgende prinzipielle Genese beschrieben werden: Ein uranreiches saures magmatisches Gestein dient als Uranquelle. Es wird von einer oxidierenden wässrigen Lösung durchströmt, welches Uran aus dem magmatischen Gestein mobilisiert. Die uranführende Lösung wird auf bestimmten Bahnen kanalisiert und scheidet seine Uranfracht beim Durchströmen eines reduzierenden Horizontes aus.
Es gibt aber auch Prozesse, welche zur Bildung von Uranerzkörpern unter oxidierenden Bedingungen führen können. So besitzen beispielsweise Uranylvanadate nur eine sehr geringe Löslichkeit in normalen wässrigen Lösungen. So kann z. B. auch das Mischen von oxidierenden uranführenden mit oxidierenden vanadiumführenden Lösungen zur Bildung von Uranerzkörpern führen.

### Mineralogie

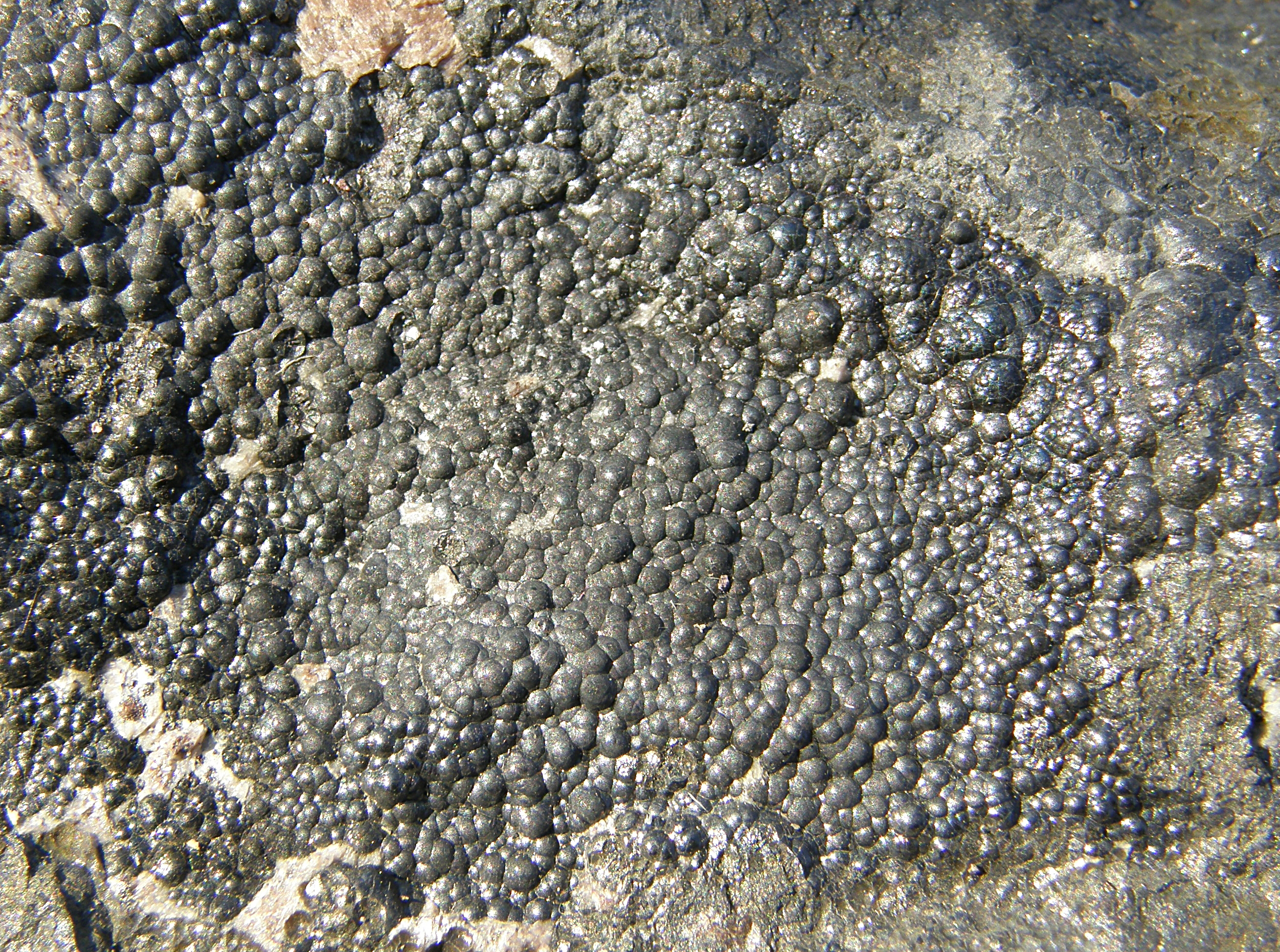
Pechblende aus dem sächsischen Erzgebirge

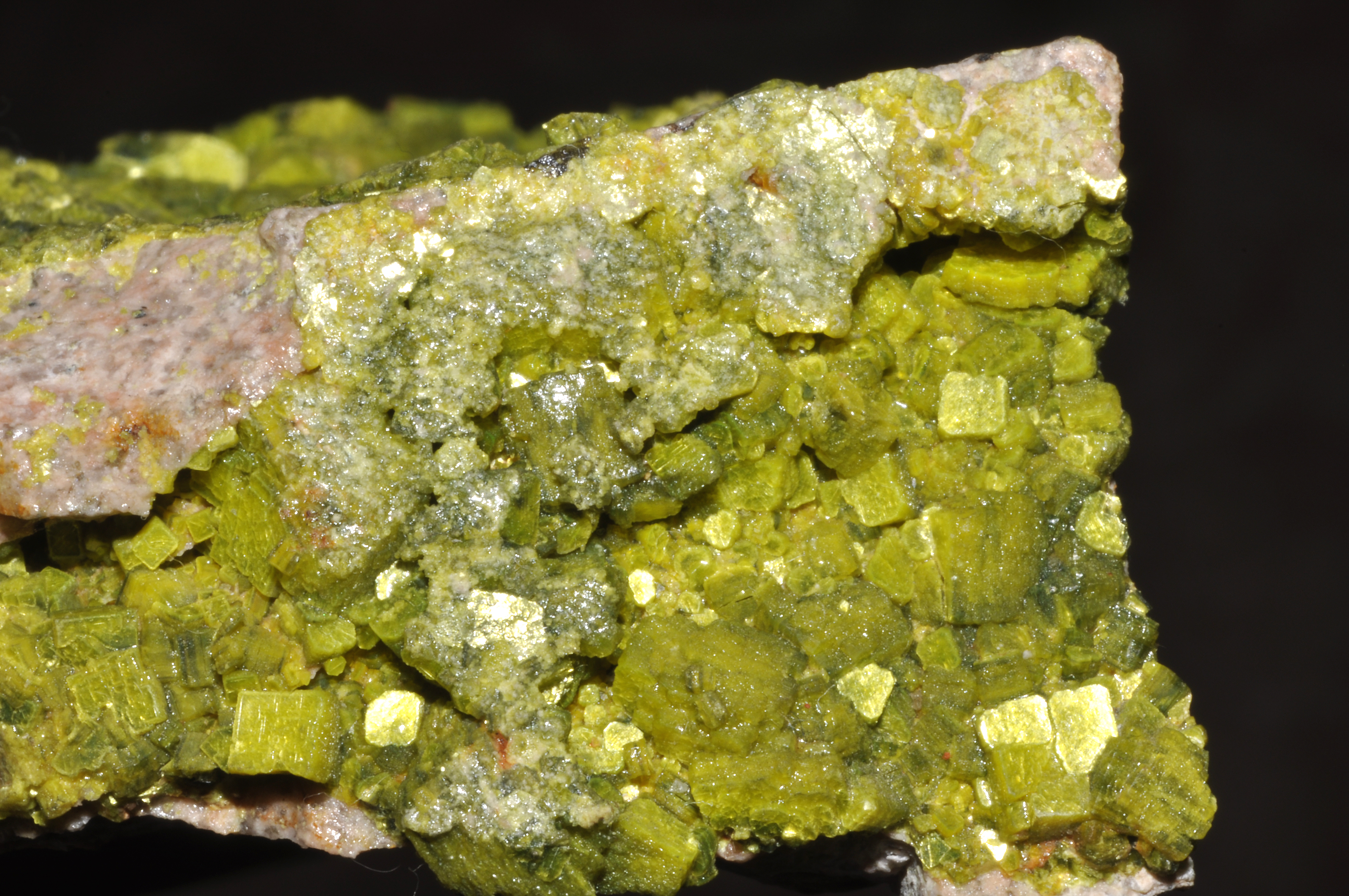
Autunit, ein sekundäres Uranmineral benannt nach Autun in Frankreich

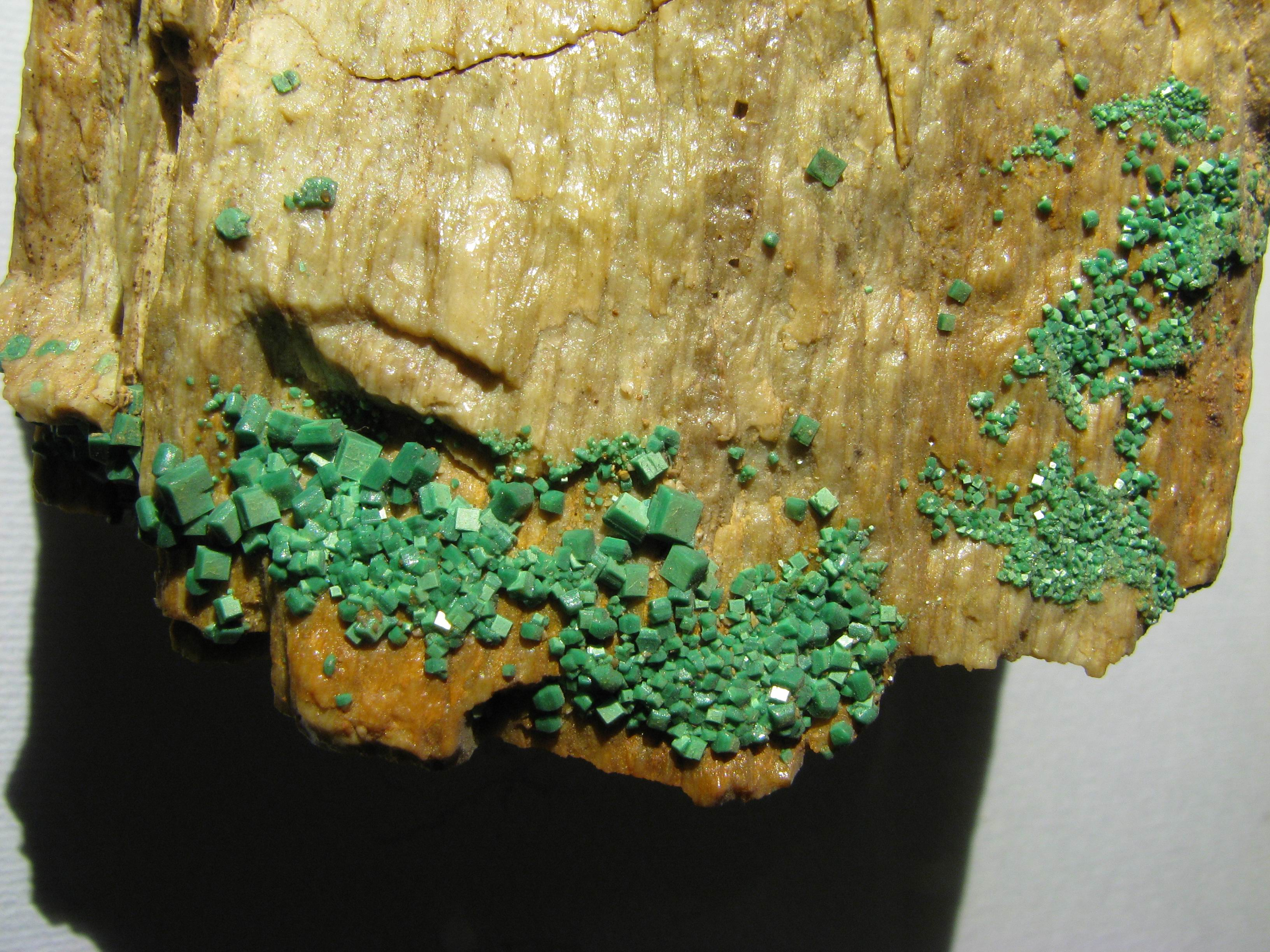
Torbernit, ein wichtiges sekundäres Uranmineral

In normalen Gesteinen wird Uran meist in die akzessorischen Minerale Zirkon (ZrSiO4) und Monazit ((Ce, Y, La, Th)PO4) eingebaut. Diese gehören zu den wenigen Mineralen, welche Uran als Nebenbestandteil in ihre Struktur einbauen können. Reicht der Platz in diesen Mineralen nicht aus oder herrschen geochemische Bedingungen vor, welche nicht zur Bildung dieser Minerale führen, bildet Uran eigene Minerale aus. Heute sind mehr als 200 Minerale des Urans bekannt. Da Uran (VI) mit den verschiedensten Elementen Komplexe bilden kann, gibt es eine große Anzahl von Urankarbonaten, -hydroxiden, -phosphaten, -arsenaten, -niobaten, -titanaten und weiteren komplexen Verbindungen. Die beiden wichtigsten Uranminerale sind jedoch Pechblende U3O8 (in ihrer kristallisierten Form als Uraninit UO2) und Coffinit U(SiO4)1–x(OH)4x. Weiterhin gibt es auch organische Uranverbindungen wie Tucholit. Folgende Uranminerale sind die wirtschaftlich Bedeutsamsten:
| Uranminerale           | Uranminerale                                                 |
| Primäre Uranminerale   | Primäre Uranminerale                                         |
| Name                   | Chemische Formel                                             |
| ---------------------- | ------------------------------------------------------------ |
| Uraninit               | UO2                                                          |
| Pechblende             | U3O8, selten U3O7                                            |
| Coffinit               | U(SiO4)1–x(OH)4x                                             |
| Brannerit              | UTi2O6                                                       |
| Davidit                | (REE)(Y,U)(Ti,Fe3+)20O38                                     |
| Thucholit              | Uran-haltiger Pyrobitumen                                    |
| Sekundäre Uranminerale |                                                              |
| Name                   | Chemische Formel                                             |
| Autunit                | Ca(UO2)2(PO4)2 × 8 – 12 H2O                                  |
| Carnotit               | K2(UO2)2(VO4)2 × 1–3 H2O                                     |
| Gummit                 | gummiartige Mischung verschiedener amorpher Uranverbindungen |
| Seleeit                | Mg(UO2)2(PO4)2 × 10 H2O                                      |
| Torbernit              | Cu(UO2)2(PO4)2 × 12 H2O                                      |
| Tyuyamunit             | Ca(UO2)2(VO4)2 × 5–8 H2O                                     |
| Uranocircit            | Ba(UO2)2(PO4)2 × 8–10 H2O                                    |
| Uranophan              | Ca(UO2)2(HSiO4)2 × 5 H2O                                     |
| Zeunerit               | Cu(UO2)2(AsO4)2 × 8–10 H2O                                   |

## Lagerstättentypen
Uranlagerstätten lassen sich in magmatische, hydrothermale, metamorphe und sedimentäre Typen einteilen. Diese Einteilung lässt sich nach verschiedenen Gesichtspunkten weiter unterteilen. Die IAEO führt derzeit 14 Uranlagerstättentypen mit verschiedenen Subvarianten. Die Einteilung und Benennung ist nicht ganz konform mit der modernen Lagerstättenlehre, auch gibt es Lagerstätten, die Merkmale von mehreren Typen vereinen. Dennoch soll die IAEO-Einteilung im Folgenden für die Vorstellung der verschiedenen Typen Verwendung finden.
Der Begriff „Lagerstätte“ beinhaltet definitionsgemäß das Kriterium der wirtschaftlichen Gewinnbarkeit eines Rohstoffvorkommens. Bei den folgenden Beschreibungen wird der Begriff allerdings in einem breiteren Sinne der Einfachheit halber auch für potentielle, derzeit nicht wirtschaftliche Typen und Vorkommen verwendet. Die IAEA führt etwa 1.260 Uranvorkommen mit einem Uraninhalt von mehr als 300 t.

### Diskordanzgebundene Lagerstätten (Unconformity-related)

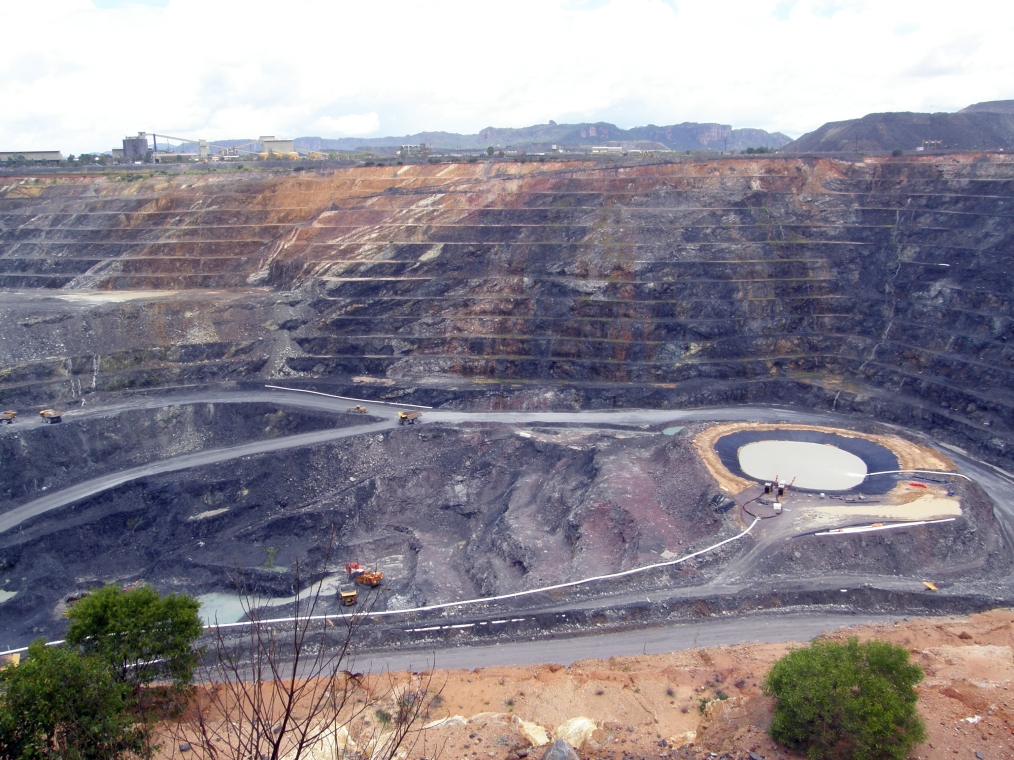
Ranger 3 Tagebau, Northern Territory, Australien: Bei der diskordanzgebundenen Lagerstätte befindet sich das Erz in der Cahill-Formation (Grundgebirge, im Tagebau), welche diskordant von der Kombolgie Formation (Deckgebirge, Tafelberge im Hintergrund) überlagert wird.

Diskordanzgebundene Lagerstätten stellen derzeit die wichtigste Quelle für Uran dar und bergen auch neben sandsteingebundenen Lagerstätten das größte Potential für wirtschaftlich bedeutende Neuentdeckungen. Derzeit sind zwei große Lagerstättenprovinzen für diesen Typ bekannt: das Athabasca-Becken in Saskatchewan (Kanada) und das Alligator River Becken im Northern Territory (Australien). In beiden Provinzen wird das metamorphe, archaische bis paläoproterozoische Grundgebirge von wenig beanspruchten meso- bis neoproterozoischen Sedimenten diskordant überlagert. Im Bereich dieser Diskordanz zwischen beiden Gesteinseinheiten haben sich unregelmäßig geformte, reiche Uranerzkörper in Störungs- und Scherzonen ausgebildet. Die Urangehalte sind anomal hoch und werden von keinem anderen Uranlagerstättentyp erreicht. Im Northern Territory sind dies zwischen 0,3 Gew.% und 2 Gew.% Uran, im Athabasca Becken zwischen 0,5 Gew.% und 20 Gew.% Uran im Durchschnitt, wobei auch Reicherzzonen mit bis zu 50 Gew.% Uran bekannt sind.
Eine große Rolle für die Bildung der Lagerstätten spielen graphitreiche Zonen im Grundgebirge nahe dem Diskordanzbereich. Die Lagerstätten entstanden durch saure hydrothermale Lösungen mit moderaten Temperaturen zwischen 160 °C und 220 °C, welche sich bei der Diagenese (Kompaktierung) der Decksedimente und nachfolgenden Reaktionen mit dem anstehenden Gesteinen bildeten. Die uranführenden Lösungen wurden in Störungszonen des Grundgebirges fokussiert und luden ihre Uranfracht im reduzierenden Bereich in Diskordanznähe ab. Die Quelle des Urans ist derzeit noch in der Diskussion. Es gibt sowohl Arbeiten, welche das Deckgebirge, als auch solche, die das Grundgebirge als Uranquelle sehen. Untersuchungen am Grundgebirge im Athabascabecken zeigten, dass oxidierende Lösungen große Uranmengen aus Monazit und anderen uranführenden Mineralen der metamorphen Gesteine mobilisieren konnten und somit eine wahrscheinliche Quelle für das in den Lagerstätten gebundene Uran sind. Haupturanmineral in den Lagerstätten ist Pechblende. In einigen Lagerstätten – wie Key Lake in Kanada – gibt es hohe Nickelgehalte, Jabiluka in Australien weist hingegen hohe Goldgehalte auf.
- Entstehung: hydrothermal
- Alter: proterozoisch
- Uraninhalt (Größenordnung): 1.000 t bis 200.000 t
- durchschnittliche Erzgehalte: 0,3 Gew.% bis 20 Gew.% Uran
- mögliche weitere gewinnbare Inhalte: Nickel, Gold
- Bedeutende Beispiele: Ranger, Northern Territory, Australien; MacArthur River,[6] Saskatchewan, Kanada

### Ganglagerstätten (Vein-type)

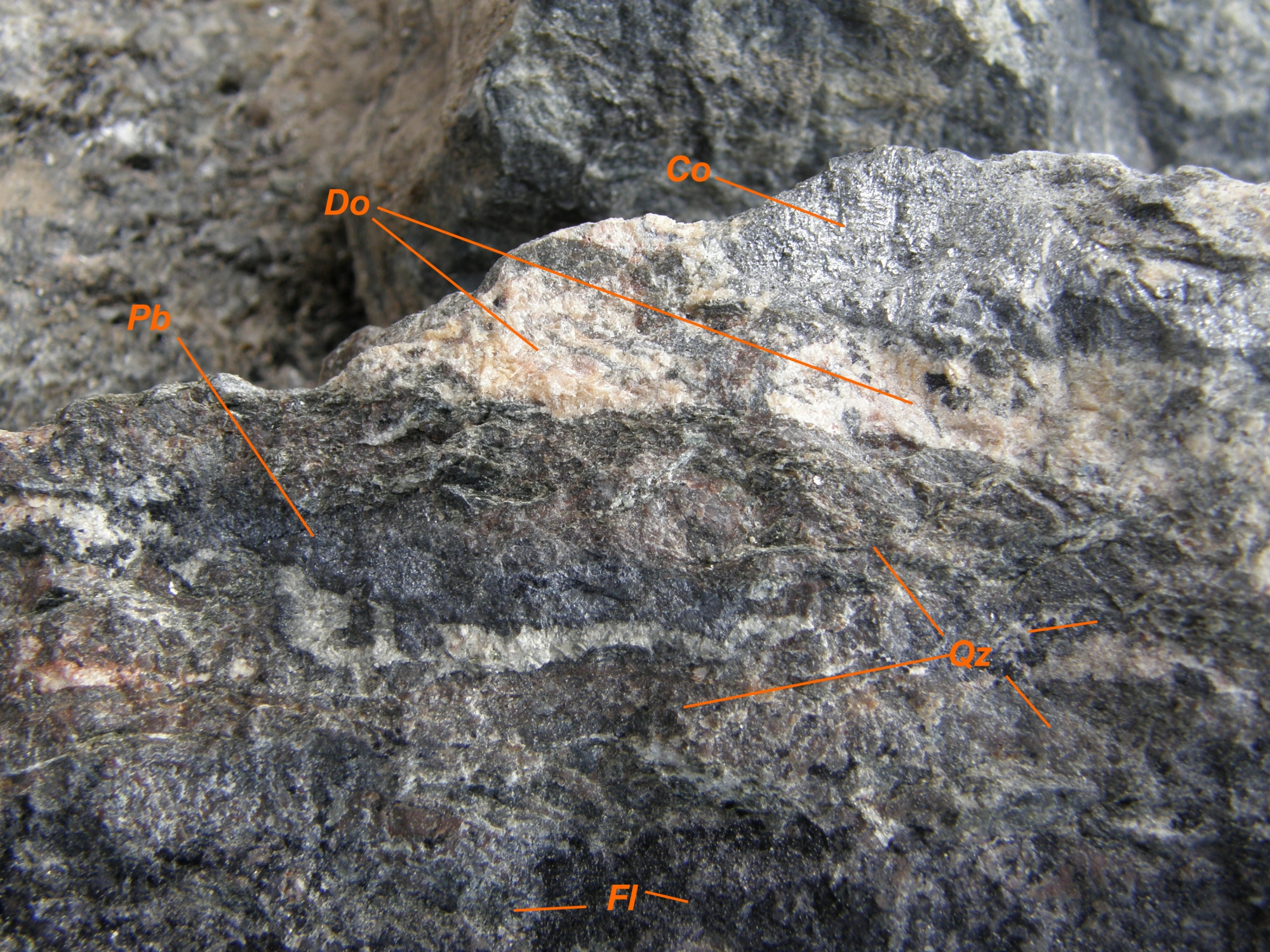
Typisches polymetallisches Uranerz aus dem Erzgebirge

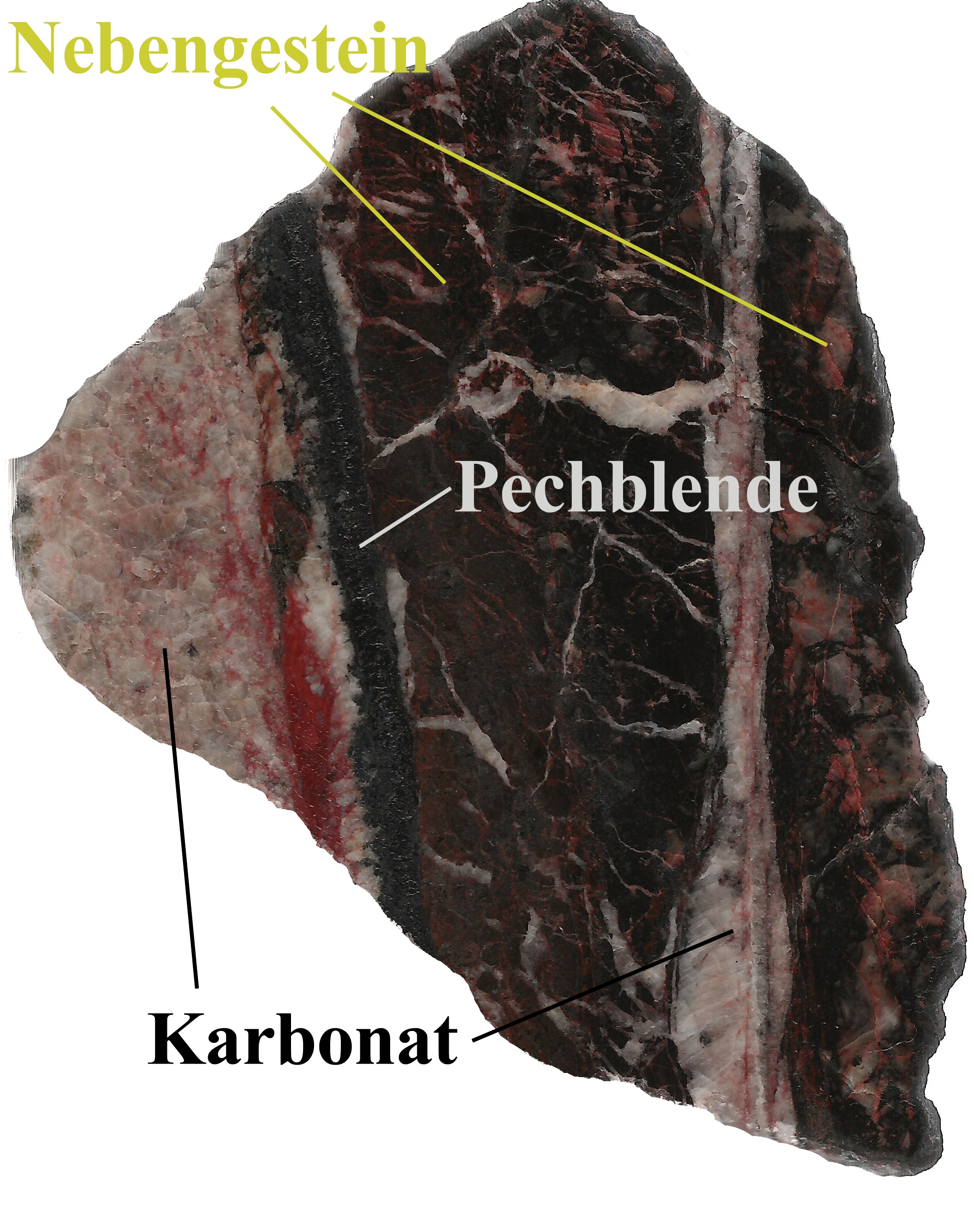
Uranerz der Dolomit-Uranformation aus Niederschlema-Alberoda

Als Erzgänge bezeichnet man schmale, langgestreckte Erzkörper hydrothermalen Ursprungs. Sie stellen die älteste Quelle für das Element Uran dar. Als Typlokalität für Uraninit gilt die Ganglagerstätte St. Joachimsthal (heute Jáchymov), von wo es F. E. Brückmann 1727 beschrieben hat. Im Jahr 1789 entdeckte Martin Heinrich Klaproth das Element Uran in einer Probe aus einer Ganglagerstätte des Erzgebirges. In dieser Region wird Uran seit der ersten Hälfte des 19. Jahrhunderts als Nebenprodukt und seit der zweiten Hälfte zum ersten Mal im industriellen Maßstab aus den Gängen von St. Joachimsthal im böhmischen Teil des Erzgebirges gewonnen. In Abfallprodukten der Joachimsthaler Uranfarbenfabrik entdeckte Marie Curie 1898 die Elemente Polonium und Radium. Nach der Entdeckung des Radiums wurde es in St. Joachimsthal industriell produziert, auch das erste Radiumkurbad der Welt entstand, indem zirkulierendes Wasser aus den Lagerstätten zu Heilzwecken benutzt worden ist. Nach dem Zweiten Weltkrieg stellte das deutsche und tschechische Erzgebirge die bedeutendste Uranquelle für das sowjetische Kernwaffenprogramm in dessen Startphase dar. So spielte dieser Lagerstättentyp eine herausragende Rolle für die wissenschaftliche und politische Geschichte des Urans.
Die größte Lagerstättenprovinz für diesen Typ sind die Varisziden Zentraleuropas mit den weltweit größten Lagerstätten dieser Art; Schneeberg-Schlema-Alberoda (≈ 80.000 t Uranproduktion) in Deutschland und Příbram (≈ 45.000 t Uranproduktion) in der Tschechischen Republik. Weitere wichtige Ganglagerstätten gibt es in Zentralafrika wie z. B. Shinkolobwe im Kongo (≈ 30.000 t Produktion + Ressourcen) und in Saskatchewan, Kanada, nördlich des Lake Athabasca bei Uranium City.
Es gibt verschiedene Typen von Ganglagerstätten mit Uranmineralisation:
- intragranitische Gänge (z. B. Zentralmassiv, Frankreich)
- Gänge in Metasedimenten im Exokontakt von Granitkörpern
  - Uran-Quarz-Karbonat-Gänge (Erzgebirge; Böhmisches Massiv)
  - uranführende polymetallische Gänge (Erzgebirge; Saskatchewan, Kanada)
- gangförmig vererzte Störungs- und Scherzonen (z. B. Böhmisches Massiv; Demokratische Republik Kongo).

Die Entstehung der Gänge ist vielfältigen geochemischen Prozessen geschuldet. Intragranitische Gänge wie jene im französischen Zentralmassiv entstanden in der Spätphase des Granitaufstiegs, als heiße Fluide sich vom erstarrenden Granitkörper differenzierten und in das Nebengestein oder in den Granit selbst intrudierten. Diese späten Differenziate waren mit Uran angereichert, welches dann in bestehenden Gesteinsklüften als Pechblende oder in Form anderer uranhaltiger Minerale auskristallisierte.
Im äußeren Kontaktbereich von Granitplutonen befinden sich die Uranlagerstätten des Erzgebirges sowie von Příbram im Böhmischen Massiv. Die Gänge sind aber deutlich jünger als die Granite selbst, jene dienten im Wesentlichen als Quelle für das Uran. Diese Gänge bildeten sich vor etwa 280 Millionen Jahren während einer Extensionsphase; ein Kluftsystem im Granit öffnete sich, durch hydrothermale Lösungen  wurde Uran aus dem Gestein mobilisiert und in größeren Klüften wieder ausgeschieden. Im Erzgebirge folgten nach der Bildung der monometallischen Urangänge weitere Vererzungsetappen, bei denen zuerst Magnesium (Bildung von Dolomit) und Selen, später Cobalt, Nickel, Wismut, Arsen und Silber in die Vererzung der Gänge eingetragen wurden. Bei diesen Abläufen wurde Uran in großem Maßstab aus alten Gangstrukturen umgelagert, aber kein neues Uran zugeführt.
Uranvererzte Störungs- und Scherzonen gibt es im Böhmischen Massiv wie z. B. Hohensteinweg und Wäldel in Deutschland oder Rožná-Olší in Mähren. Rožná beinhaltet 23.000 t Uran mit einem durchschnittlichen Erzgehalt von 0,24 Gew.% Uran. Die Bildung der Lagerstätte wird in drei Phasen unterteilt. Nach der variszischen Gebirgsbildung kam es im böhmischen Massiv zu einer Extensionsphase. Dabei wurden Mylonite und Kataklasite in Scherzonen mit einer Pyrit-Chlorit-Alteration überprägt. Nachfolgend drangen Lösungen aus den überlagernden Sedimenten in das Grundgebirge ein und mobilisierten Uran aus den metamorphen Gesteinskörpern. Beim Aufsteigen der Lösungen entlang von Scherzonen wirkten die vorher mit Pyrit und Kohlenstoff angereicherten Zonen als Reduktionshorizonte und fällten Uran in Form von Coffinit, Pechblende und U-Zr-Silikaten aus. Das Alter der Uranmineralisation liegt zwischen 277 Millionen Jahren und 264 Millionen Jahren. Die Temperaturen während der Vererzungsphase betrugen 150 °C bis 180 °C. Während der Trias folgte eine erneute hydrothermale Phase, bei der Uran teilweise in Quarz-Karbonat-Urangänge umgelagert wurde. Während Coffinit das Haupturanmineral in Rožná darstellt, ist in anderen Lagerstätten dieser Entstehung meist die Pechblende vorherrschend. Auch können diese Lagerstätten polymetallisch ausgebildet sein.
Interessant an den Lagerstätten im Erzgebirge und Böhmischen Massiv ist deren Bindung an überregionale Störungszonen. So sitzen die Lagerstätten Příbram und Jáchymov auf tschechischer Seite sowie Johanngeorgenstadt, Pöhla, Schneeberg-Schlema-Alberoda, Neumark-Hauptmannsgrün und Ronneburg auf deutscher Seite allesamt auf der Gera-Jáchymov Störungszone, wobei es sich bei den letzteren beiden Lagerstätten allerdings um hydrothermale Schwarzschieferlagerstätten handelt. Die Lagerstätten Rožná-Olší, Stráž pod Ralskem, Königstein und Delitzsch hingegen sitzen auf dem Elbe-Lineament, allerdings ist nur erstgenannte Lagerstätte vom Gangtyp.
Trotz ihrer historischen Bedeutung und einer historischen Produktion von mehreren 100.000 t Uran weltweit spielen diese Lagerstätten heute kaum noch eine Rolle. Zum einen sind die bekannten Vorkommen zu großen Teilen abgebaut und zum anderen finden Erkundungsmaßnahmen dieser Lagerstätten kaum noch statt. Dies liegt an den schwierigen ökonomisch-technologischen Bedingungen für den Bergbau, da die schmalen Erzkörper keinen Platz für großskaligen effizienten Abbau lassen. So sind die Gänge der Lagerstätte Schneeberg-Schlema-Alberoda in der Regel nur 5 cm bis 30 cm mächtig, selten wurden Mächtigkeiten von mehr als einem Meter beobachtet. Auch ist die Verteilung des Erzes sehr unregelmäßig, Reicherzzonen mit bis zu einigen Prozent Erzgehalt wechseln mit großen uranfreien Bereichen. In Schneeberg-Schlema-Alberoda waren uranführende Gänge nur auf 5 % der Gangfläche mit Uran vererzt in Jáchymov waren es 8 % und in Příbram 12 % der Fläche.
- Entstehung: hydrothermal
- Alter: mesoproterozoisch bis mesozoisch
- Uraninhalt: < 100 t bis 100.000 t
- durchschnittliche Erzgehalte: 0,05 Gew.% bis 1 Gew.% Uran
- mögliche weitere gewinnbare Rohstoffe: Silber, Cobalt, Nickel, Kupfer, Selen, Fluorit, Baryt
- bedeutende Beispiele: Schneeberg-Schlema-Alberoda, Erzgebirge, Deutschland; Příbram, Tschechische Republik.

### Brekzientyp (Breccia-type)

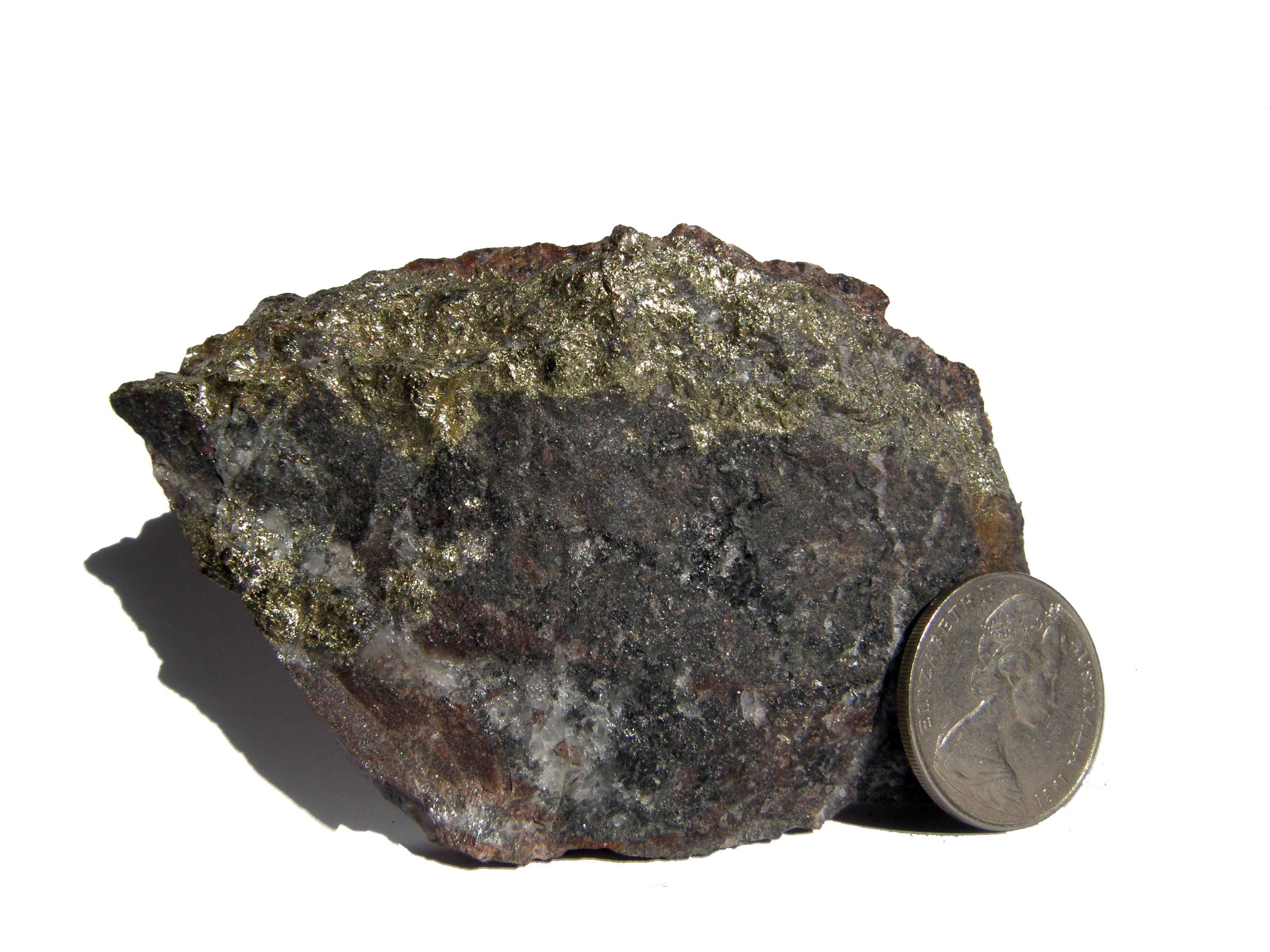
Chalcopyritreiches Erzstück aus Olympic Dam: Kupferreiche Partien der Lagerstätte beinhalten für gewöhnlich auch hohe Urangehalte

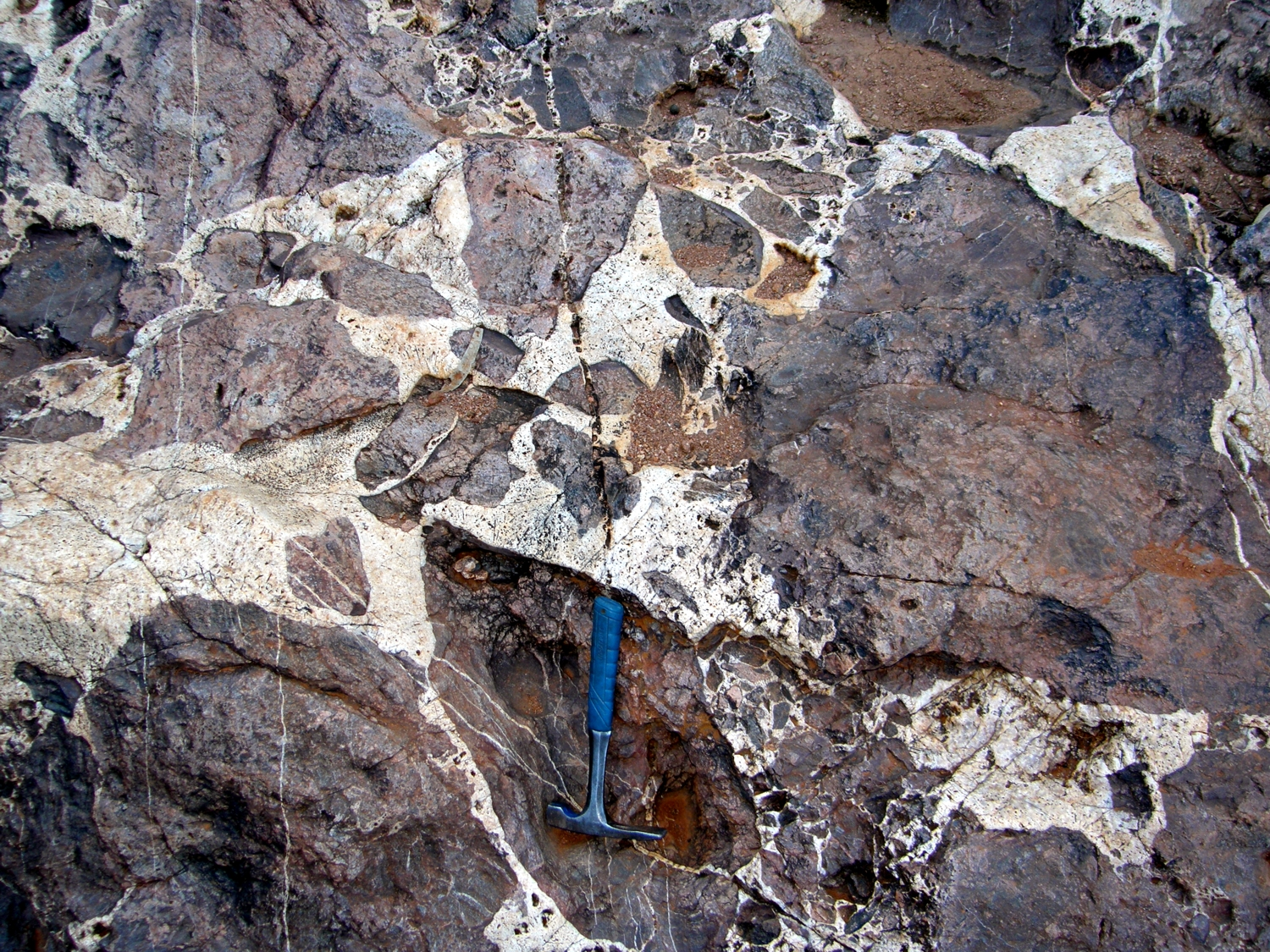
Uranreiche Brekzie am Mt. Gee in South Australia

Der von der IAEO als Brekzien-Typ bezeichnete Art von Vererzungen beinhaltet die unter Geologen als Iron-Oxide-Copper-Gold (IOCG, dt.: Eisenoxid-Kupfer-Gold) bezeichneten Lagerstätten. Hinsichtlich Uran gibt es nur ein wirtschaftliches Beispiel: Olympic Dam in Südaustralien. Daher gibt es auch die Bezeichnung Olympic-Dam-Typ. Entdeckt wurde diese Lagerstätte 1975 und bis Mitte der 1980er Jahre wurde sie als sedimentäre brekziöse Grabenfüllung interpretiert, daher die IAEO-Bezeichnung. Nach Auffahrung und Inbetriebnahme der Olympic Dam mine änderte sich diese Bewertung allerdings grundlegend: Die modernen Lagerstättenmodelle gehen von einer magmatisch-hydrothermalen Bildung aus. Die Lagerstätte ist an den etwa 1,58 Milliarden Jahre alten Roxby-Downs-Granit gebunden. Man geht davon aus, dass bei der Erstarrung des Granits heiße hydrothermale Fluide aus dem Magma entgasten, welche den neu gebildeten Granit brekziierten. Die Fluide brachten große Mengen an Eisen, Kupfer, Gold und weitere Elemente mit sich und imprägnierten die Brekzie mit diesen Elementen (daher die IOCG-Bezeichnung). Der Kern der Lagerstätte besteht aus einem massiven Hämatitkörper ohne nennenswerte Kupfergehalte. Der Eisengehalt nimmt nach außen hin ab bis in eine unmineralisierte Brekzie und schließlich in unveränderten Granit. Die bedeutende Kupfer-Gold-Vererzung befindet sich in dem Zwischenbereich zwischen Hämatitkern und hämatitfreier Brekzie. Weiterhin gibt es im oberen Bereich der Lagerstätte Einschaltungen von sauren Vulkaniten, was auf eine sehr flache Bildung der Lagerstätte unter einem Vulkankomplex hindeutet. Das Uran der Lagerstätte wurde wahrscheinlich durch oxidierende meteorische (von der Oberfläche kommende) Wässer eingetragen. Diese lösten Uran aus den überlagernden Vulkaniten und dem uranreichen Roxby-Downs-Granit, mischten sich mit dem Fluiden aus dem Magma und setzten ihre Uranfracht in Form von Pechblende, Coffinit und Brannerit ab. Die nachgewiesene Ressource der Lagerstätte liegt derzeit bei 8,3 Milliarden Tonnen. Der Uraninhalt wird von BHP Billiton mit über 2 Millionen Tonnen angegeben. Der durchschnittliche Erzgehalt für die Gesamtressource liegt bei 0,8 % Kupfer und 280 ppm U3O8. Es handelt sich um die mit Abstand größte konventionelle Uranlagerstätte und die viertgrößte Kupferlagerstätte der Welt.
Inzwischen wurden weitere IOCG-Lagerstätten gefunden, welche auch kommerziell in Abbau stehen, z. B. Earnest Henry in Queensland, Australien, oder Prominent Hill 200 km nordöstlich von Olympic Dam. Letztere führt auch deutlich erhöhte Urangehalte, allerdings nur etwa 50 ppm bis 100 ppm, was eine Gewinnung unwirtschaftlich macht. Die zurzeit in Erkundung befindliche Eisenoxid-Kupfer-Gold-Vererzung Hillside auf der Yorke-Halbinsel, Südaustralien, weist stellenweise bis zu 800 ppm U3O8 auf.
Die Lagerstätte Mt. Gee im Mt. Painter Gebiet der Flinders Ranges, Südaustralien, gehört ebenfalls zum Brekzientyp, wenn auch ohne signifikante Kupfer- und Goldgehalte. Die Quarz-Hämatitbrekzien sind an einen etwa 1,5 Milliarden Jahre alten A-Typ-Granit gebunden, sind selbst aber nur etwa 300 Millionen Jahre alt. Sie beinhalten eine Uranressource von 31.400 t bei Gehalten von 615 ppm U3O8.
- Entstehung: magmatisch-hydrothermal
- Alter: mesoproterozoisch
- Uraninhalt: bis mehr als 2 Millionen Tonnen
- durchschnittliche Erzgehalte: 0,02 Gew.% bis 0,05 Gew.% Uran
- mögliche weitere gewinnbare Inhalte: Kupfer, Gold, Silber, Seltene Erdelemente
- Bedeutende Beispiele: Olympic Dam, Australien; Mt. Painter Gebiet, Australien

### Vulkanisch (Volcanic-type)
Vulkanitgebundene Lagerstätten sind fast ausschließlich an Caldera-Strukturen gebunden, welche mit mafischen und felsischen Vulkaniten, Pyroklastika sowie klastischen Sedimenten gefüllt sind. Die mit Abstand größte Ressource dieser Art ist die Strelzowska Caldera in Russland, welche etwa 20 Einzellagerstätten enthält. Dieses Erzfeld ist derzeit der wichtigste russische Uranlieferant und produzierte bis 2007 120.000 t Uran mit Ressourcen von weiteren 127.000 t Uran mit einem durchschnittlichen Erzgehalt von 0,18 Gew.%. Die Caldera hat einen Durchmesser von etwa 20 km und enthält Basalt, Andesite, Trachydacite, Rhyolite und darin eingeschaltete Sedimente. Die Füllung entstand in der späten Jura-Zeit. Die Rhyolite entstanden bei einem der letzten vulkanischen Ereignisse und wurden auf etwa 142 Millionen Jahre datiert. Die Caldera wird durch einen Granit unterlagert. Die Vererzung in den einzelnen Lagerstätten liegt in Form von Gängen und Stockwerken vor, lokal auch disseminiert in den Vulkaniten und eingeschalteten Sandsteinen. Weiterhin kommen Vererzungen von Fluorit und Molybdän vor. Haupturanminerale sind Zirkoniumreiche Pechblende und untergeordnet Coffinit und Brannerit. Die Mineralisationen entstanden unmittelbar im Anschluss an die vulkanische Aktivität in fünf Phasen, wobei die Pechblende-Molybdänit Vererzung in der vierten Phase entstand und die Fluorit Vererzung in der fünften Phase. Berechnungen zeigen, dass durch das Laugen der Rhyolite rund 900.000 t Uran und 1,6 Milliarden Tonnen Fluor sowie weitere 750.000 t Uran aus dem granitischen Grundgebirge bereitgestellt wurden. Wahrscheinlich ist die Überlagerung zweier solch großer potentieller Uranquellen eine Erklärung für die große Uranressource in der Caldera. Die Mobilisierung und Umlagerung des Urans geschah durch meteorische Fluide, welche durch die unterlagernde Magmenkammer aufgeheizt wurden.
Die zweitgrößte vulkanitgebundene Uranressource Mardai in Dornod ist rund zehnmal kleiner als die Strelsovska-Caldera in Russland mit einem Uraninhalt von etwa 33.000 t und befindet sich in der Mongolei. Eine weitere bedeutende Lagerstätte ist Xiangshan im Kreis Chongren in China mit etwa 26.000 t Uran. Alle weiteren bekannten Vorkommen dieses Typs haben Uraninhalte von weniger als 10.000 t. Die größten vulkanitgebundenen Uranvorkommen der USA befinden sich in den Tertiären Vulkaniten der McDermitt Caldera und der Virgin Valley Caldera in Nevada und Oregon und enthalten eine Ressource von etwa 10.000 t U3O8. In Deutschland gibt es eine Uranprovinz dieses Typs im Norden Sachsens bei Delitzsch. Die Vererzungen kommen hier in karbonen Sedimenten vor, im unmittelbaren Kontakt zu einem Plagiogranitporphyr. Weiterhin kommen felsische subvulkanische Dykes aus dem Karbon und Perm vor sowie alpidische Karbonatitintrusionen. Die vermutete Gesamtressource liegt bei 6.660 t Uran, mit Mineralisationen von Wolfram, Molybdän, REE, Niob, Tantal und Phosphat im weiteren Umfeld.
- Entstehung: hydrothermal
- Alter: paläo- bis känozoisch
- Uraninhalt: < 1.000 t bis 300.000 t
- durchschnittliche Urangehalte: 0,01 Gew.% bis 0,2 Gew.%
- mögliche weitere gewinnbare Inhalte: Molybdän
- Bedeutende Beispiele: Strelzowska Caldera (Russland); Mardai in Dornod (Mongolei)

### Intrusiv (Intrusive Type)
Einige Arten von Intrusivkörpern (saure Plutonite, Karbonatite, Pegmatite) können Uran in gewinnbaren Mengen enthalten. Die bedeutendste Lagerstätte dieser Gruppe ist Rössing in Namibia. Das Uran ist in einem Alaskitkörper gebunden, einem natriumreichen sauren Plutonit. Rössing ist entweder als hochdifferenzierter Teil eines Granitkörpers entstanden oder durch die Teilschmelze von uranreichen Sedimenten. Die Gehalte sind gering mit etwa 0,02 Gew.% bis 0,03 Gew.% Uran, allerdings ist der Lagerstätte sehr groß und oberflächennah, so dass sie im Tagebau gewonnen werden kann. Uranhaltige Pegmatite stellen kleinere Uranvorkommen dar. Diese grobkörnigen Gesteinen entstehen als letzte Phase des Auskristallisierens eines Magmenkörpers. Beispiele sind hier Radium Hill in Südaustralien oder Beaverlodge, Kanada. Die Mineralogie ist meist komplex und daher ungünstig für die Gewinnung von Uran. Radium Hill produzierte rund 850 t Uranoxid aus Davidit-haltigen Pegmatiten mit einem durchschnittlichen Urangehalt von 0,1 Gew.%. Der Karbonatit von Phalaborwa in Südafrika enthält erhöhte Konzentrationen von Uran. In Abhängigkeit vom Uranpreis wird das Element als Nebenprodukt der Kupferproduktion mitgewonnen. Ebenso produzieren Copper-Porphyry Lagerstätten wie Chuquicamata in Chile oder Bingham in den USA je nach Weltmarktpreis Uran als Nebenprodukt. Die Urangehalte in den Gesteinen dieser Lagerstätten liegen bei einigen 10 ppm. Lagerstätten, welche an fraktionierte Kristallisation gebunden sind, wurden bisher nicht abgebaut. Das Uran ist bei diesen Lagerstätten an komplexe Minerale wie Steenstrupin gebunden, welche sich im Magma bilden, in diesem absinken und sich dabei an den Rändern der Magmenkammer anreichern. Bedeutendstes Beispiel ist die Lagerstätte Kvanefjeld im Ilimmaasaq-Komplex, Grönland.
- Entstehung: magmatisch
- Alter: proterozoisch bis mesozoisch
- Uraninhalt: < 1.000 t bis 200.000 t
- durchschnittliche Urangehalte: 0,01 Gew.% bis 0,1 Gew.%
- mögliche weitere gewinnbare Inhalte: Kupfer, Phosphat, REE, Thorium (Karbonatite, Pegmatite)
- Bedeutende Beispiele: Rössing, Namibia; Phalaborwa, Südafrika

### Metasomatisch (Metasomatic)
Metasomatische Lagerstätten entstehen durch die chemische Veränderung von Gesteinen durch Alteration. Am häufigsten sind Lagerstätten dieses Typs an Natrium-Calcium-alterierte Gesteinseinheiten gebunden. Bedeutende Lagerstätten dieses Typs gibt es in der Ukraine (u. a. Mitschurinskoje), in Brasilien (Lagoa Real; Espinharas), Schweden (Skuppesavon), Guyana (Kurupung Batholith in der Region Cuyuni-Mazaruni) und Queensland, Australien (Valhalla; Skal). Die Natrium-Calcium-Alteration geht der Vererzungsphase voraus. Die Vererzung selbst besteht meist aus Brannerit oder Pechblende, begleitet von Uran-Titanaten, Apatit, Zirkon, Xenotim und Karbonat. Abschließend folgt meist eine schwächere Vererzungsphase, welche Hämatit, Karbonat, Quarz, Chlorit, Buntmetallsulphide, Pechblende und Coffinit beinhalten kann. Die Lagerstätten Valhalla und Skal bei Mount Isa in Queensland sind dabei auch sehr reich an Zirkonium und Metallen der Seltenen Erden (SEE). Sie bildeten sich wahrscheinlich während des Höhepunkts der Isan Gebirgsbildung vor 1,5 Milliarden Jahren. Valhalla beinhaltet vermutete Ressourcen von 29.900 t Uranoxid mit einem Gehalt von 0,077 Gew.% Uranoxid. Die derzeit bedeutendste Lagerstättenregion für Lagerstätten der Natrium-Metasomatose befindet sich in der Ukraine mit den Lagerstätten Watutinskoje, Mitschurinskoje und Sewerinskoje. Die Lagerstätten beinhalten zwischen 10.000 t und 50.000 t Uran mit maximalen Gehalten von 0,2 Gew.% und sie machen den größten Teil der Uranressourcen der Ukraine von 131.000 t aus.
- Entstehung: metasomatisch-hydrothermal
- Alter: proterozoisch
- Uraninhalt: 1.000 t bis 50.000 t
- durchschnittliche Urangehalte: 0,01 Gew.% bis 0,1 Gew.%
- mögliche weitere gewinnbare Inhalte: Zirkonium, SEE, Thorium
- Bedeutende Beispiele: Michurinskoye, Ukraine; Lagoa Real, Brasilien

### Metamorph

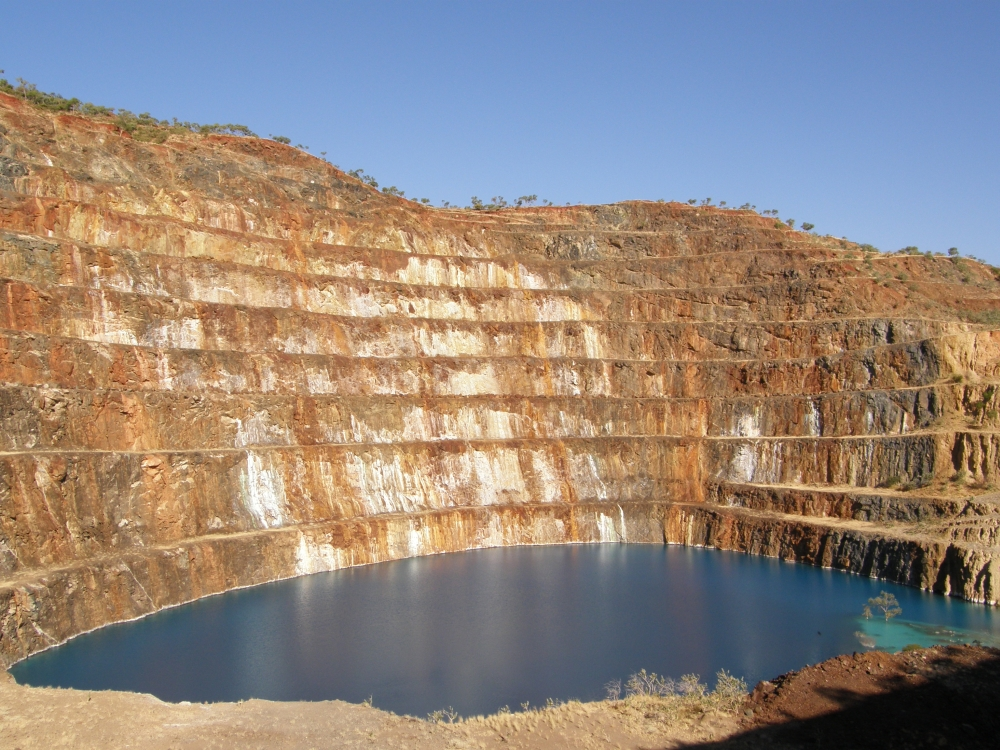
Offengelassener Tagebau der skarngebundenen metamorphen Lagerstätte Mary Kathleen, Queensland, Australien

Uranlagerstätten, welche sich unter metamorphen Bedingungen bilden, sind relativ selten. Bedeutendstes Beispiel ist die Lagerstätte Mary Kathleen in Queensland, Australien. Sie befindet sich in etwa 1,7 Milliarden Jahre alten Skarnen, welcher vor rund 1,5 Milliarden Jahren während einer Orogenese mit Uran, Thorium und Seltenen Erdelementen vererzt wurde. Mary Kathleen produzierte rund 8500 t Uranoxid aus Erzen mit einem Gehalt von 0,1 Gew.% bis 0,15 Gew.% Uran. Europäisches Beispiel ist die Lagerstätte Forstau in Österreich.
- Entstehung: metamorph-hydrothermal
- Alter:
- Uraninhalt: einige 1000 t
- durchschnittliche Urangehalte: k. A.
- mögliche weitere gewinnbare Inhalte: keine
- Bedeutende Beispiele: Mary Kathleen, Queensland, Australien; Forstau, Österreich

### Kollapsbrekzien (Collapse Breccia)
- Entstehung: sedimentär-(hydrothermal)
- Alter: mesozoisch
- Uraninhalt: einige 1000 t
- durchschnittliche Erzgehalte: 0,05 Gew.% bis 0,6 Gew.% Uran
- mögliche weitere gewinnbare Inhalte: Vanadium, Kupfer
- Bedeutende Beispiele: Arizona Strip, USA; Sanbaqi, Kreis Lanshan, China[21]

### Quarzgeröll-Konglomerate (Quarz-Pebble-Conglomerate)
Uranführende Konglomerate stellen zwei der größten Uranressourcen der Erde, das Witwatersrand Gold-Uranfeld und die Lagerstätten um Elliot Lake in Ontario, Kanada. Sie bildeten sich nur im Archaikum und Paläoproterozoikum, da nur in diesem Zeitraum die Bildung dieser Lagerstätten möglich war. Uran wurde bei diesen Lagerstätten als Schwermineral in Flüssen transportiert und mit Quarzgeröll und im Witwatersrand zusammen mit gediegen Gold und Pyrit in flachen Becken als Konglomerat abgelagert. Die Quelle für die Pechblende in Elliot Lake liegt womöglich in einem magmatischen Uranvorkommen ähnlich dem von Rössing in Namibia, welches erodiert wurde. Rasen aus Cyanobakterien wirkten unter Umständen als eine Art mechanischer Filter, in welchem sich Pechblende- und Goldklasten verfingen und zu deren Anreicherung beitrugen. Weiterhin formte die organische Substanz nach der Lagerstättenbildung eine reduzierende Zone, welche die Remobilisierung von Uran in späteren Prozessen verhindert haben könnte. Die Anwesenheit von Pechblende und Pyrit in den Konglomeraten belegt, das die Atmosphäre jener Zeit keine hohen Konzentrationen von Sauerstoff besaß. Andernfalls wären die Minerale oxidiert worden, das heißt, im Falle von Uran in Lösung gegangen sowie Pyrit in Eisenhydroxide umgewandelt worden wäre. Die Ressourcen der Lagerstätten sind sehr groß und beinhalten sowohl in Kanada als auch in Südafrika mehr als 200.000 t Uran. Allerdings sind die Gehalte vor allem im Witwatersrand gering mit nur etwa 350 ppm im Mittel und die Gewinnungsteufen sind sehr groß. Dadurch ist die Gewinnung nur zusammen mit Gold wirtschaftlich und abhängig vom Marktpreis für Gold und Uran. In Kanada sind die Gehalte höher mit etwa 0,1 Gew.% Uran, allerdings ruht der Bergbau im Elliot Lake Gebiet aus wirtschaftlichen Gründen.
- Entstehung: sedimentär
- Alter: archaisch-paläoproterozoisch
- Uraninhalt: über 200.000 t
- durchschnittliche Urangehalte: 0,02 Gew.% bis 0,1 Gew.%
- mögliche weitere gewinnbare Inhalte: Gold
- bedeutende Beispiele: Witwatersrand, Südafrika; Elliot Lake, Kanada

### Sandsteingebunden (Sandstone)

#### Tabulare Lagerstätten

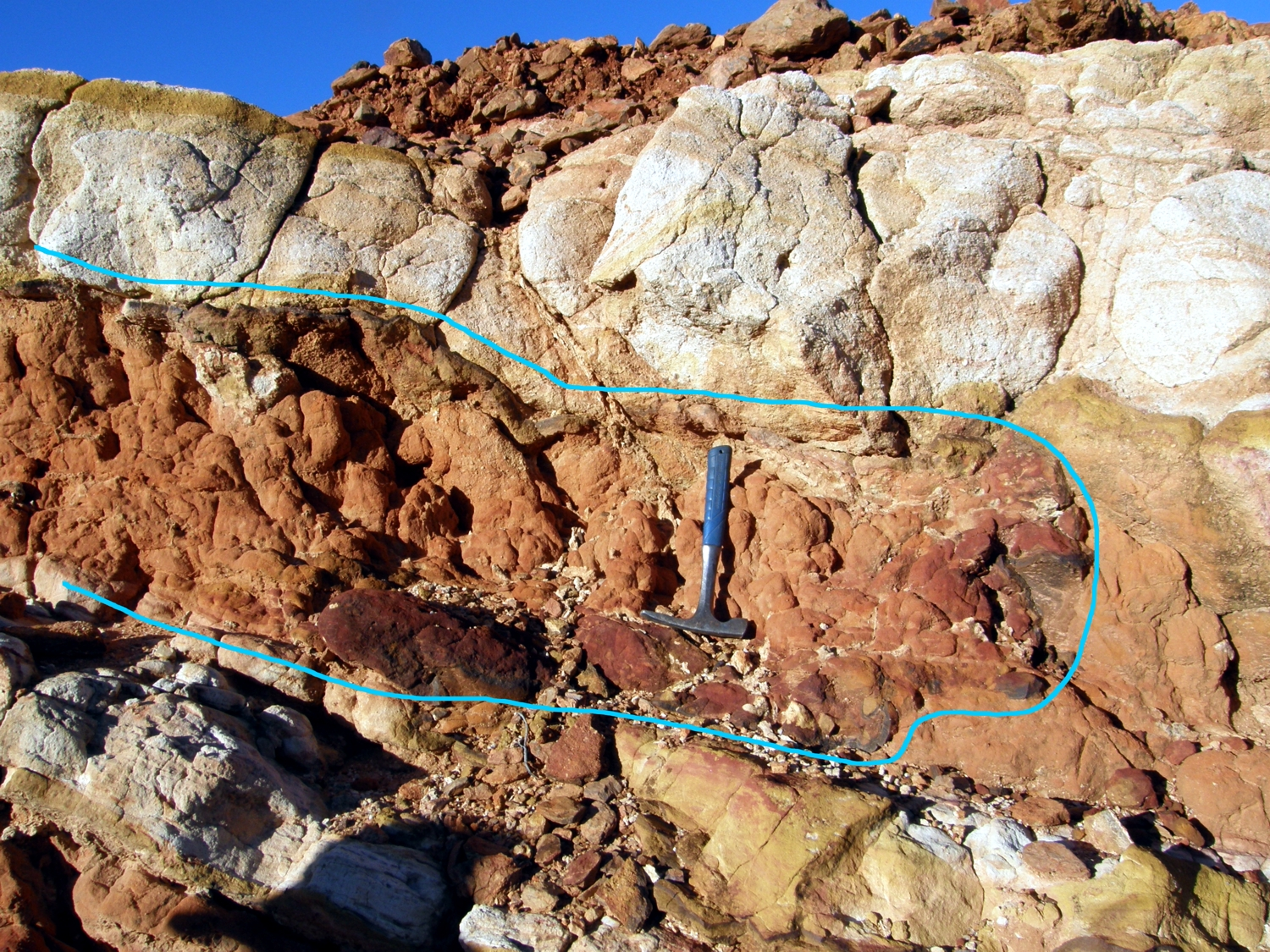
Palaeo-Rollfront im Lake Frome Becken am Fuß des Mt. Painter Gebietes in South Australia

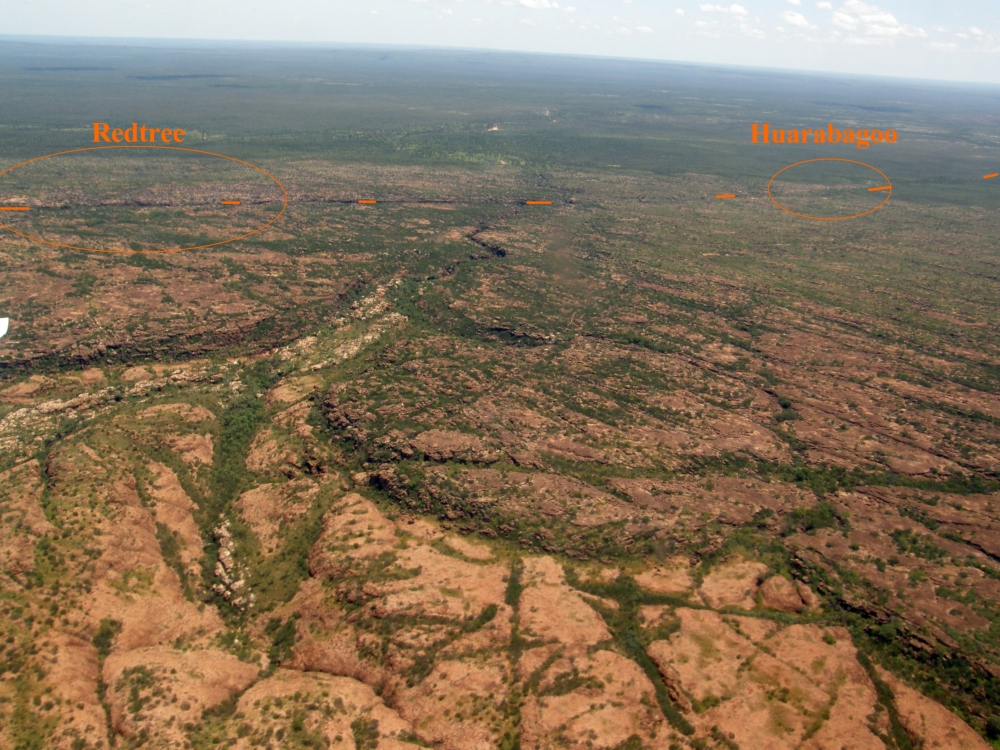
Westmoreland Uranlagerstätte, Queensland, Australien: markiert ist die Position zweier Erzkörper im Westmoreland Konglomerat entlang des Redtree Dolerit Ganges.

- Entstehung: sedimentär-(hydrothermal)
- Alter: paläo- bis känozoisch
- Uraninhalt: < 100 t bis 100.000 t
- durchschnittliche Erzgehalte: 0,01 Gew.% bis 0,5 Gew.% Uran
- mögliche weitere gewinnbare Inhalte: Vanadium, Kupfer
- Bedeutende Beispiele: Henry Mountains Distrikt, Colorado-Plateau, USA;[24] Culmitzsch, Thüringen, Deutschland

#### Rollfront-Lagerstätten
- Entstehung: sedimentär-(hydrothermal)
- Alter: paläo- bis känozoisch
- Uraninhalt: < 100 t bis 100.000 t
- durchschnittliche Erzgehalte: 0,01 Gew.% bis 0,5 Gew.% Uran
- mögliche weitere gewinnbare Inhalte: Vanadium
- bedeutende Beispiele: Powder-River-Becken, Arizona, USA; Königstein, Sachsen, Deutschland; Kayelekera, Malawi (siehe dort für eine eingehendere Beschreibung der Genese dieses Lagerstättentyps)

#### Tektono-lithologische Lagerstätten
- Entstehung: sedimentär-(hydrothermal)
- Alter: archaisch bis känozoisch
- Uraninhalt: einige 100 t bis 100.000 t
- durchschnittliche Erzgehalte: 0,01 Gew.% bis 0,5 Gew.% Uran
- mögliche weitere gewinnbare Inhalte: keine
- Bedeutende Beispiele: Arlit, Niger; Oklo*, Gabun

* Anmerkung: Die Naturreaktoren von Oklo sowie eine benachbarte Uranlagerstätte stellen eine Besonderheit dar: Von ihnen ist bekannt, dass dort vor etwa 1,5 bis 2 Milliarden Jahren über Jahrtausende Kettenreaktionen in natürlichem Umfeld auftraten.

### Oberflächlichentyp (Surficial)
- Entstehung: sedimentär
- Alter: mesozoisch bis neogen
- Uraninhalt: < 1.000 t bis 50.000 t
- durchschnittliche Urangehalte: 0,05 Gew.% bis 0,1 Gew.%
- mögliche weitere gewinnbare Inhalte: Vanadium
- bedeutende Beispiele: Langer Heinrich, Namibia;[25] Yeelirrie, Westaustralien, Australien

### Schwarzschiefer (Blackshale)
Uranvorkommen in Schwarzschiefern stellen große Urananreicherungen mit niedrigen Gehalten dar. Die bekannten Vorkommen sind daher als potentielle zukünftige Uranressourcen zu sehen, da sich ihr Abbau nur bei hohen Uranpreisen lohnt. Diese Lagerstätten entstehen am Meeresboden unter euxinischen (sauerstofffreien) Bedingungen. Es lagern sich tonige Sedimente mit hohen Gehalten an organischen Material ab, welches durch den fehlenden Sauerstoff nicht zu CO2 umgesetzt werden kann. Dieses kohlenstoffreiche Material kann gelöstes Uran aus dem Meerwasser reduzieren und an sich binden. Die durchschnittlichen Urangehalte liegen zwischen 50 ppm und 250 ppm. Die größte Ressource ist Ranstad in Schweden mit einem Uraninhalt von 254.000 t. Allerdings gibt es Schätzungen für Schwarzschiefervorkommen in den USA und Brasilien, die von mehr als eine Million Tonnen Uran ausgehen, allerdings bei Gehalten von unter 100 ppm Uran. So wurde für den Chattanooga Shale im Südosten der USA ein Uraninhalt von vier bis fünf Millionen Tonnen bei einem Gehalt von 54 ppm geschätzt.
Die Lagerstätte Ronneburg in Thüringen ist eine besondere Form dieses Vererzungstyps und die einzige bedeutende bis heute abgebaute Schwarzschieferuranlagerstätte weltweit. Wie die großen Ganglagerstätten des Westerzgebirges liegt sie auf der Gera-Jáchymov-Störungszone. Hydrothermale und supergene Prozesse führten zu einer Umlagerung des Urans in den ohnehin uranreichen ordovizischen und silurischen Schwarzschiefern und reicherte diese weiter an. So ist das Uran nicht nur feinverteilt in den Schiefern zu finden, sondern auch in kleinen Gängchen sowie in brekziierten Zonen. Auch anstehende Diabase sind vererzt. Die Produktion zwischen 1950 und 1990 lag bei rund 100.000 t Uran mit durchschnittlichen Urangehalten der Fördererze zwischen 0,07 Gew.% und 0,1 Gew.%. Weitere rund 87.243,3 t Uran wurden als erkundete und vermutete Ressourcen 1990 ausgewiesen, mit Gehalten zwischen 0,02 Gew.% und 0,09 Gew.%, womit es sich um eines der größten Uranvorkommen der Erde handelt. Kleinere Vorkommen dieses Typs gibt es auch im Vogtland und im Thüringer Wald.
- Entstehung: sedimentär-(hydrothermal)
- Alter: paläozoisch
- Uraninhalt: < 100 t bis 300.000 t Uran
- durchschnittliche Erzgehalte: 0,005 Gew.% bis 0,02 Gew.% Uran (rein sedimentär); 0,05 Gew.% bis 0,11 Gew.% Uran (sedimentär-hydrothermal)
- mögliche weitere gewinnbare Inhalte: keine
- bedeutende Beispiele: Randstad, Schweden (sedimentär); Ronneburg, Thüringen, Deutschland (sedimentär-hydrothermal)

### Phosphat
Phosphatlagerstätten können wie Schwarzschiefer mit Uran angereichert sein. Die Lagerstätten entstanden im marinen Bereich auf flachen kontinentalen Schelfen in Bereichen begrenzter Wasserzirkulation. Uran aus dem Meerwasser wurde im Wesentlichen in Apatit (CaPO4) eingebaut. Die Urangehalte liegen zwischen 50 ppm und 100 ppm. Supergene Anreicherung kann teilweise auch zu höheren Gehalten führen, wie sie aus Brasilien bekannt sind. Durch die niedrigen Urangehalte wird auch in Zukunft Uran aus diesen Lagerstätten nur als Beiprodukt gewonnen werden können und die Uranproduktion aus ihnen wird daher neben dem Uranpreis vor allem am Bedarf an Phosphatdünger abhängen. Die weltweiten Uraninventare von Phosphaten werden auf etwa 9 Millionen Tonnen geschätzt, woran Jordanien mit 6,9 Millionen und die USA mit 1,2 Millionen Tonnen den größten Anteil besitzen. In Brandenburg und Mecklenburg-Vorpommern wurde durch die SDAG Wismut ebenfalls eine Phosphat-Uranmineralisation mit Gehalten zwischen 40 ppm und 200 ppm untersucht, allerdings als unbauwürdig eingeschätzt. Eine Lagerstätte im Gebiet Santa Quitéria, Brasilien, ist eine besondere Variante. Phosphatgehalte sind relativ gering mit 11 % P2O5 im Durchschnitt, dafür die Uranoxidgehalte relativ hoch mit 0,0998 Gew.%. Weiterhin beinhaltet sie eine große Menge uranfreien Marmor. Die Lagerstätte beinhaltet etwa 79.300 t Uranoxid und wird derzeit auf ihre Wirtschaftlichkeit geprüft.
- Entstehung: sedimentär
- Alter: meso-känozisch
- Uraninhalt: 1.000 t bis über 1.000.000 t
- durchschnittliche Urangehalte: 0,005 Gew.% bis 0,09 Gew.%
- mögliche weitere gewinnbare Inhalte: Phosphat (Hauptprodukt)
- bedeutende Beispiele: Florida, USA;[24] Marokko; Jordanien; Brasilien

### (Braun-)Kohle (Lignite)
Kohlelagerstätten enthalten oftmals erhöhte Gehalte an Uran. Das organische Material konnte z. T. noch während des Torfstadiums Uran aus Lösungen binden. Auch ein späterer Eintrag während der Diagenese ist möglich. Die Ressourcen einiger Lagerstätten können z. T. beachtlich sein und mehrere 10.000 t Uran beinhalten. Die weltweit jährlich für die Stromerzeugung verwendete Kohle enthält unter anderem etwa 10.000 t Uran und 25.000 t Thorium. Allerdings sind die Gehalte meist gering mit einigen zehn ppm und die Gewinnung aus der Kohle schwierig. Daher wird derzeit in China und Ungarn die Möglichkeit zur Gewinnung von Uran aus Braunkohlenfilterasche untersucht. Eine direkte Urangewinnung aus Kohle fand auf der Lagerstätte Freital/Dresden-Gittersee in Sachsen statt. Die Urangehalte der Steinkohle und umgebender Rotliegend-Sedimente lagen bei etwa 0,1 % und es wurden 3.500 t Uran produziert.
- Entstehung: sedimentär
- Alter: paläo- bis känozoisch
- Uraninhalt: 1.000 t bis einige 10.000 t
- durchschnittliche Urangehalte: 0,005 Gew.% bis 0,1 Gew.%
- mögliche weitere gewinnbare Inhalte: Kohle (Hauptprodukt)
- Bedeutende Beispiele: Freital, Sachsen, Deutschland; Yili-Becken, China/Kasachstan; Braunkohlenfilterasche

### Meerwasser und Salzseen
Sowohl Meerwasser als auch Salzseen enthalten erhöhte Konzentrationen von gelöstem Uran. Im Meer sind dies 3 µg/l oder drei Tonnen Uran je Kubikkilometer. Dies entspricht einem Uraninhalt von mehr als vier Milliarden Tonnen. Studien zur Gewinnung von Uran aus Meerwasser wurden unter anderem in Japan durchgeführt und zeigten die prinzipielle technische Möglichkeit zur Urangewinnung auf. Allerdings werden die Kosten auf etwa 300 USD pro kg Uran geschätzt und sind damit derzeit nicht konkurrenzfähig. Salzseen können weitaus höhere Konzentrationen enthalten als Meerwasser, eine Gewinnung findet aber auch hier nicht statt.

## Tabelle der größten Uranvorkommen
| Rang | Staat       | Vorkommen oder Distrikt | Uraninhalt in 1000 t | Basisgestein             | Typ                          | Alter             | Status                                                       |
| ---- | ----------- | ----------------------- | -------------------- | ------------------------ | ---------------------------- | ----------------- | ------------------------------------------------------------ |
| 01   | Marokko     | Ouled-Abdoun-Becken     | 3200                 | Phosphorite              | synsedimentär                | Kreide-Eozän      | potentielle Ressource                                        |
| 02   | Marokko     | Meskala-Becken          | 2000                 | Phosphorite              | synsedimentär                | Kreide-Eozän      | potentielle Ressource                                        |
| 03   | Australien  | Olympic Dam             | 1900                 | Brekzien                 | IOCG                         | Mesoproterozoikum | in Produktion (Nebenprodukt)                                 |
| 04   | Marokko     | Gantour-Becken          | 1200                 | Phosphorite              | synsedimentär                | Kreide-Eozän      | potentielle Ressource                                        |
| 05   | USA         | Ost-Florida             | 270                  | Phosphorite              | synsedimentär                | Miozän-Pliozän    | historische Produktion (Nebenprodukt), potentielle Ressource |
| 06   | Schweden    | Ranstad                 | 250                  | Schwarzpelit             | synsedimentär                | Kambrium          | historische Produktion, potentielle Ressource                |
| 07   | Namibia     | Rössing-Mine            | 250                  |                          | intrusiv – Teilschmelze      | Kambrium          | in Produktion                                                |
| 08   | USA         | Zentral-Florida         | 225                  | Phosphorite              | synsedimentär                | Miozän-Pliozän    | historische Produktion (Nebenprodukt), potentielle Ressource |
| 09   | Kanada      | Denison Mine            | 185                  | Quarzgeröll-Konglomerate | synsedimentär                | Archaikum         | historische Produktion                                       |
| 10   | USA         | Nordost-Florida         | 180                  | Phosphorite              | synsedimentär                | Miozän-Pliozän    | historische Produktion (Nebenprodukt), potentielle Ressource |
| 11   | Kanada      | McArthur River          | 180                  | diskordanzgebunden       | diagenetisch hydrothermal    | Mesoproterozoikum | in Produktion                                                |
| 12   | Australien  | Jabiluka 2              | 170                  | diskordanzgebunden       | diagenetisch hydrothermal    | Mesoproterozoikum | potentielle Ressource                                        |
| 13   | Deutschland | Ronneburg (Thüringen)   | 160 (200)            | Schwarzpelit             | synsedimentär / hydrothermal | Devon-Perm        | historische Produktion                                       |
| 14   | Kasachstan  | Inkai                   | 150                  | Sandstein                | Rollfront                    | Kreide-Tertiär    | in Produktion                                                |
| 15   | Niger       | Tagebau Imouraren       | 150                  | Sandstein                | Tabular                      | Kreide            | in Produktion                                                |
| 16   | Australien  | Ranger 3                | 135                  | diskordanzgebunden       | diagenetisch hydrothermal    | Mesoproterozoikum | in Produktion                                                |
| 17   | Kasachstan  | Mynkuduk                | 125                  | Sandstein                | Rollfront                    | Kreide-Tertiär    | in Produktion                                                |
| 18   | Brasilien   | Santa Quiteria          | 120                  |                          | Metasomatisch                | Kambrium          | in Vorbereitung für Gewinnung                                |
| 19   | Kanada      | Cigar Lake              | 110                  | diskordanzgebunden       | diagenetisch hydrothermal    | Mesoproterozoikum | in Vorbereitung für Gewinnung                                |
| 20   | Brasilien   | Lagoa Real              | 100                  |                          | Metasomatisch                | Mesoproterozoikum | in Produktion                                                |